# Colaspis costipennis
Colaspis costipennis är en skalbaggsart som beskrevs av George Robert Crotch 1873. Colaspis costipennis ingår i släktet Colaspis och familjen bladbaggar. Inga underarter finns listade i Catalogue of Life.